# ヴァルドロルヌ
ヴァルドロルヌ（欧字名:Val de l'Orne、1972年 - 1993年）は、フランスの競走馬及び種牡馬。 戦績は5戦4勝、唯一負けたグランクリテリウムでも2着。怪我により3歳で引退、種牡馬となってペイザバトラーをなどを出した。

## 生い立ち
ヴァルドロルヌはフランスでW. Storaにより生産された流星の無い鹿毛であった。父ヴァルドロワールは1962年のジョッケクルブ賞（フランスダービー）優勝馬、母Aglaeはディアヌ賞（フランスオークス）4着馬で、その初年度産駒だった。母の母はディアヌ賞優勝馬Aglae Graceであり、Aglaeの半兄には凱旋門賞優勝馬のSoltikoffがいる。
1974年、ヴァルドロルヌはセリに出され、実業家のジャック・ヴェルテメールの代理人により、この年のフランスでのセリ取引価格としては最高額となる ₣360,000で買い付けられた。その後ヴァルドロルヌは調教師のアレック・ヘッド（以降アレック）の下へ送られ、彼の息子のフレディが主戦騎手を務める事となった。

## 競走成績

### 2歳 (1974年)
ヴァルドロルヌのデビューは肺への感染症など、様々な問題により遅れ、最終的に9月のロンシャンの1600メートル戦でのデビューとなった。デビュー戦で先行した本馬は後にクリテリウムドサンクルーを勝つEasy Regentを含む他の馬に3馬身差を付けてデビュー勝ちを飾る。その後ヴァルドロルヌは10月13日に同じロンシャンで開催されたG1グランクリテリウムへと4番人気で出走。最初は5番手につけた後リードを取ろうとするも、最後はMariacciに捕らえられ、2着になる。レース後のコメントでアレックは8月の時点でもしヴァルドロルヌがグラン・クリテリウムで2着になると言われても信じなかっただろうとコメントしている。

### 3歳 (1975年)
ヴァルドロルヌは3歳の初戦として4月27日開催のノアイユ賞に出走。フレディはムチを入れる事なく快走し、1番人気のTop Gearに3/4馬身差をつけ優勝。2週間後、Top GearとEasy Regentとの再戦となったオカール賞にてヴァルドロルヌはTop Gearに2馬身差をつけ圧勝。この時Top Gearは3着の馬に2馬身半の差をつけていた。
6月8日、ジョッケクルブ賞がシャンティイ競馬場で開催された。11頭立てだったこのレースには対戦経験のあるMariacci、 Top Gear、 Easy Regentのほか、イギリスのダービートライアルステークスを10馬身差で勝ったPatchもいた。フレディは後方からの競馬をし、最終コーナーを通過しつつあったタイミングで3番手に上げてきた。この時点でPatchが先頭を走っていたがヴァルドロルヌが強烈な末脚を発揮し、残り200メートルの地点でPatchとの差はわずか1馬身差となった。そこから更に追い抜き、クビ差でヴァルドロルヌが優勝した。しかしその後肩に大ダメージを負った事が判明し、二度とレースに復帰する事なくそのまま引退した。フレディは最終コーナーの手前辺りで負傷したのではないかと推測している。

## 評価
1974年当時は国際的な2歳馬の評価レーティングは存在せず、英愛仏それぞれで評価されていた。French Free Handicapでは Mariacciとグリーンダンサー、そして牝馬のブロードウェイダンサーに次ぐ4位に順位付けした。タイムフォームはグランディに次ぐ129のレーティングを与えた。翌年タイムフォームは130のレーティングを与えたがグランディが引き続きトップだった。理由としてはヴァルドロルヌが古馬と対戦する事なく早期引退してしまったとRacehorses of 1975にて記されている。フランスのレーティングではPatchやIvanjicaよりも高いレーティングを付けた。

## 種牡馬成績
ヴァルドロルヌはヘッド家がバイユー近くに所有していた牧場で種牡馬生活を始めた。その後カナダのウインドフィールズファームに移動した。

### 主な産駒
- ペイザバトラー/Pay the Butler（ジャパンカップ）
- ゴールデンチョイス/Golden Choice（クイーンズプレート）
- ラロルグネット/La Lorgnette（クイーンズプレート）
- ヴァルダンサント/Val Dansant（プリンスオブウェールズステークス）
- ヴィクトリーゾーン/Victory Zone（ハリウッドダービー）
- ヴァリュアブルウィットネス/Valuable Witness （グッドウッドカップ）
- リバーゴッド/River God（クイーンズヴェース）
- アリススプリングス/Alice Springs（オールアロングステークス）
- バロンドボー/Baron de Vaux（ウッドローンステークス）
- ルセリ/Ruscelli(Prix de La Jonchere)
- トルルセント/Trulucent (Prix La Force)

## 血統表
| ヴァルドロルヌの血統     | ヴァルドロルヌの血統         | ヴァルドロルヌの血統 | （血統表の出典）   | （血統表の出典） |
| 父系                     | ブランドフォード系           | ブランドフォード系   | ブランドフォード系 | [ § 2 ]          |
| 父 Val de Loir (FR) 1959 | 父の父Vieux Manoir (FR) 1947 | Brantôme             | Blandford          | Blandford        |
| 父 Val de Loir (FR) 1959 | 父の父Vieux Manoir (FR) 1947 | Brantôme             | Vitamine           |                  |
| 父 Val de Loir (FR) 1959 | 父の父Vieux Manoir (FR) 1947 | Vielle Maison        | Fingals            | Fingals          |
| 父 Val de Loir (FR) 1959 | 父の父Vieux Manoir (FR) 1947 | Vielle Maison        | Vieille Canaille   |                  |
| 父 Val de Loir (FR) 1959 | 父の母Vali (FR) 1954         | Sunny Boy            | Jock               | Jock             |
| 父 Val de Loir (FR) 1959 | 父の母Vali (FR) 1954         | Sunny Boy            | Fille de Soleil    |                  |
| 父 Val de Loir (FR) 1959 | 父の母Vali (FR) 1954         | Her Slipper          | Tetratema          | Tetratema        |
| 父 Val de Loir (FR) 1959 | 父の母Vali (FR) 1954         | Her Slipper          | Carpet Slipper     |                  |
| 母 Aglae (FR) 1965       | 母の父Armistice (FR) 1959    | Worden               | Wild Risk          | Wild Risk        |
| 母 Aglae (FR) 1965       | 母の父Armistice (FR) 1959    | Worden               | San Tares          |                  |
| 母 Aglae (FR) 1965       | 母の父Armistice (FR) 1959    | Commemoration        | Vandale            | Vandale          |
| 母 Aglae (FR) 1965       | 母の父Armistice (FR) 1959    | Commemoration        | Anne Comnene       |                  |
| 母 Aglae (FR) 1965       | 母の母Aglae Grace (FR) 1947  | Mousson              | Rose Prince        | Rose Prince      |
| 母 Aglae (FR) 1965       | 母の母Aglae Grace (FR) 1947  | Mousson              | Spring Tide        |                  |
| 母 Aglae (FR) 1965       | 母の母Aglae Grace (FR) 1947  | Agathe               | Amfortas           | Amfortas         |
| 母 Aglae (FR) 1965       | 母の母Aglae Grace (FR) 1947  | Agathe               | Melanie            |                  |
| 母系(F-No.)              | (FN:11-e)                    | (FN:11-e)            | (FN:11-e)          |                  |
| 5代内の近親交配          | アウトブリード               | アウトブリード       | アウトブリード     |                  |
| 出典                     | 1. 2.                        | 1. 2.                | 1. 2.              | 1. 2.            |